# 檄文事件
檄文事件（げきぶんじけん, affaire des placards, 1534年10月18日）は、16世紀フランス王国の宗教改革期に起こった事件。これをきっかけにプロテスタントへの弾圧が強化された。

## 概要
ルターが『95ヶ条の論題』（1517年）を世に問うたことで始まった宗教改革運動はフランス国内にも影響を及ぼした。フランスはハプスブルク家（神聖ローマ帝国・スペイン）と争っていた（イタリア戦争）ため、戦略上、ルター派諸侯と結びつきがあり、国内の改革派に対しても比較的寛容な態度を取っていた。
1534年10月18日の朝、フランス各地にカトリックの教義を批判する文書が張られていた。「教皇のミサの恐るべき、重大な、耐えがたい弊害について真正な諸箇条」と題する檄文が、パリやオルレアンなどの諸都市に張り出された。それは、教皇のミサ、とくに聖餐論における化体説を非難するものであった。しかし、檄文はアンボワーズの宮殿内のフランソワ1世の寝室の扉にも張られていたため、国王の激怒をまねき、フランソワ1世はフランス国内のプロテスタントに弾圧を加えた。異端とされた者は処刑され、ジャン・カルヴァンら多くの者が国外に亡命した。翌年1月には出版禁止令が出され、穏健な人文主義者も弾圧された。
檄文事件以降、宗教上の対立が一層激しくなり、王権をめぐる争いとも結びつき、16世紀半ばの宗教戦争を迎えることになった。